# Głaz narzutowy przy ul. Dzięgielowej w Poznaniu
Głaz narzutowy – pomnik przyrody (nr 942/94), zabytkowy granitognejsowy głaz narzutowy położony przy ul. Dzięgielowej w Poznaniu na terenie Lapidarium UAM.
Foremny, trapezoidalny w przekroju głaz ma 1283 cm obwodu i 266 cm wysokości. Jest największym nieożywionym pomnikiem przyrody w mieście, ale nie największym poznańskim głazem narzutowym. Na obecne miejsce został przewieziony z miejscowości Łęki Wielkie w gminie Kamieniec (Wielkopolska). 